# 興國 (乾隆進士)
興國（1712年—？），字朝泰，号松山，兆佳氏，内务府正黄旗满洲包衣。清朝官员，进士出身。

## 生平
乾隆三年（1738）戊午科举人（时隶内务府正黄旗七十佐领下），四年己未联捷进士（时隶内务府正黄旗富旺佐领下）。后任翰林院庶吉士。

## 家族
- 高祖滿平阿。据《八旗满洲氏族通谱》卷31：“額爾敏地方兆佳氏：满平阿，正黄旗包衣人，觉色同族，世居额尔敏地方，國初来归，授备禦，从征界凡，曾被重伤。太祖高皇帝以其归附后效力多年又身被重伤，特恩赐姓觉罗。其子腾起原任头等侍卫”。
- 曾祖腾起，头等侍卫。
- 祖費扬古，护军参领。
- 父厄毓爾，内务府营造司员外郎兼佐领。父同辈武什，原任头等侍卫兼佐领。
- 妻辉发那拉氏，康熙丙戌进士那山之女。
- 侄德昌（榜名趙德昌），乾隆己未科叔侄同榜进士，翰林院检讨；[2]趙德榮，乾隆甲子舉人。
- 侄女赵氏（又兆佳氏），嫁镶黄旗满洲、湖北按察使高誠（胞弟文华殿大学士高晋，胞叔文淵閣大學士高斌）。